# Westmalle (plaats)

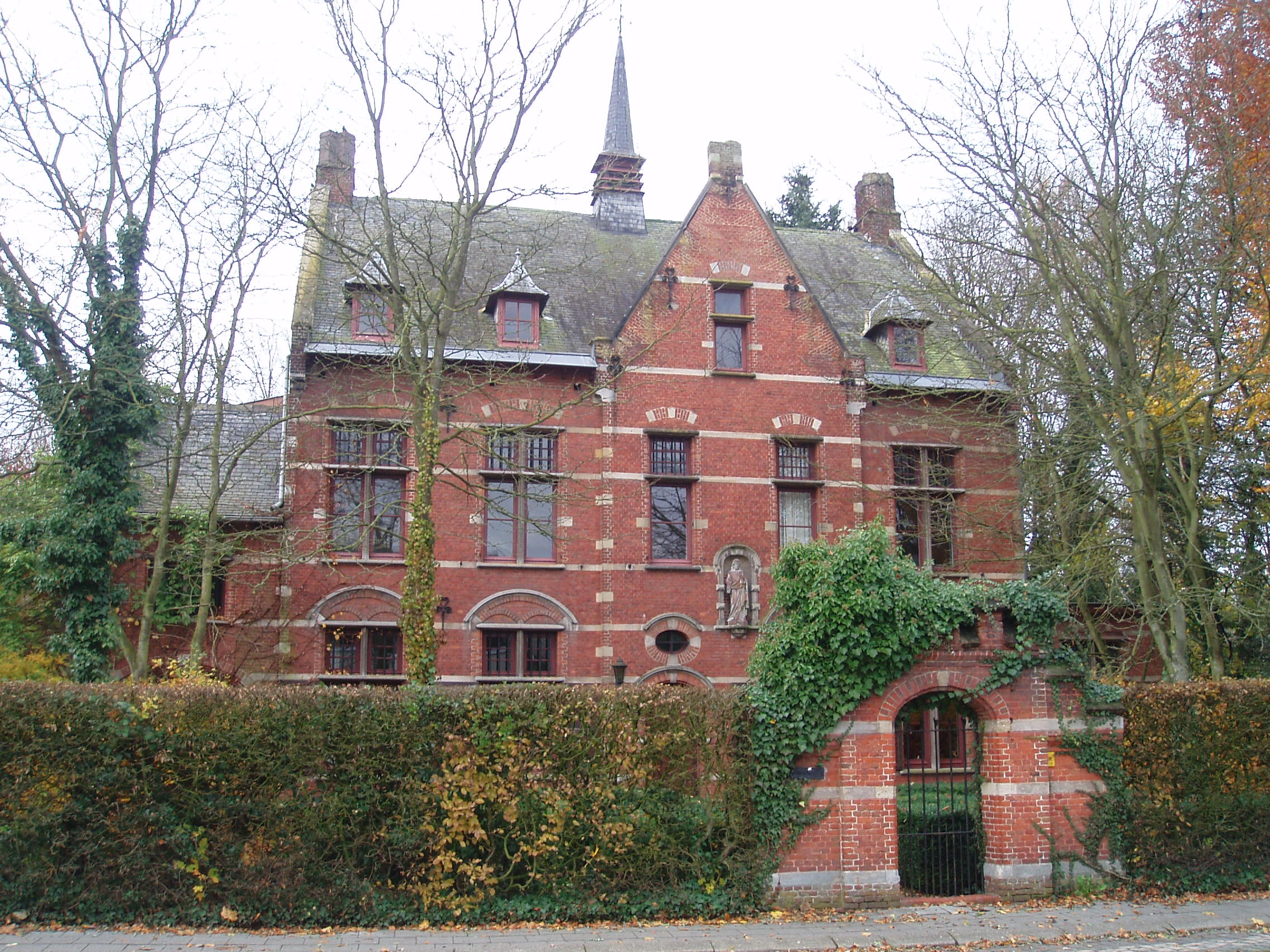
Villa Wildzang

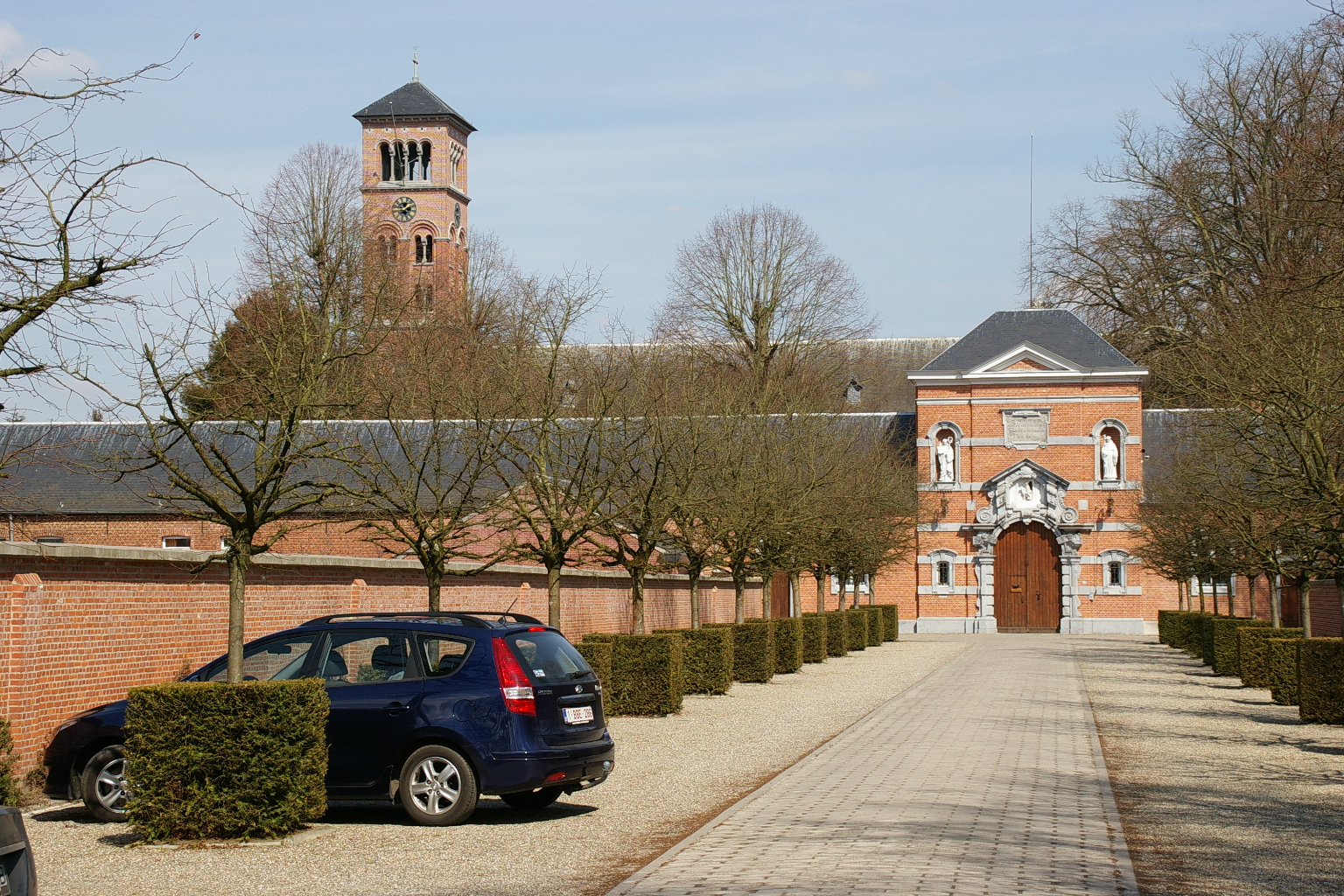
Ingang van de Abdij van Westmalle

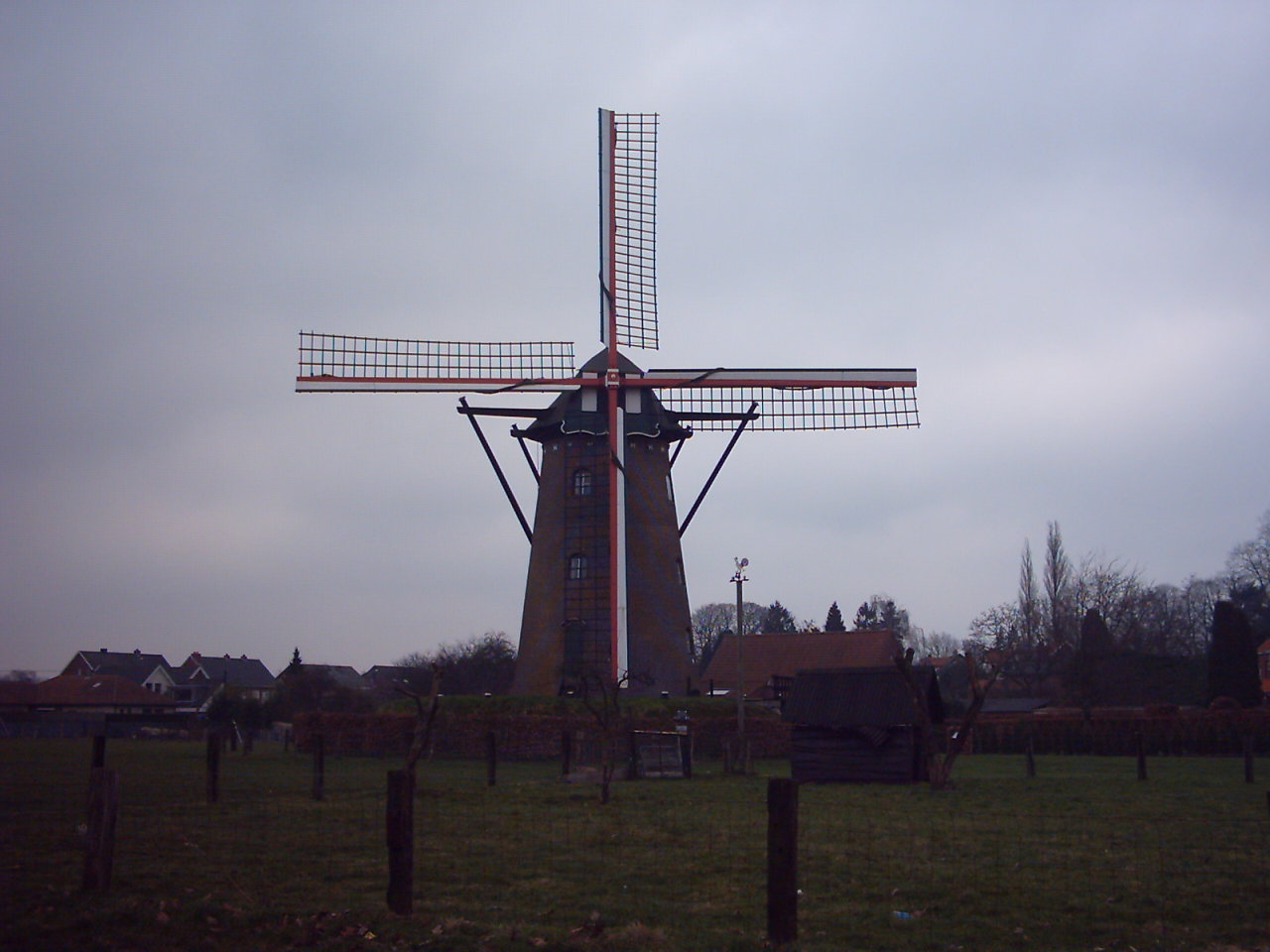
De Scherpenbergmolen

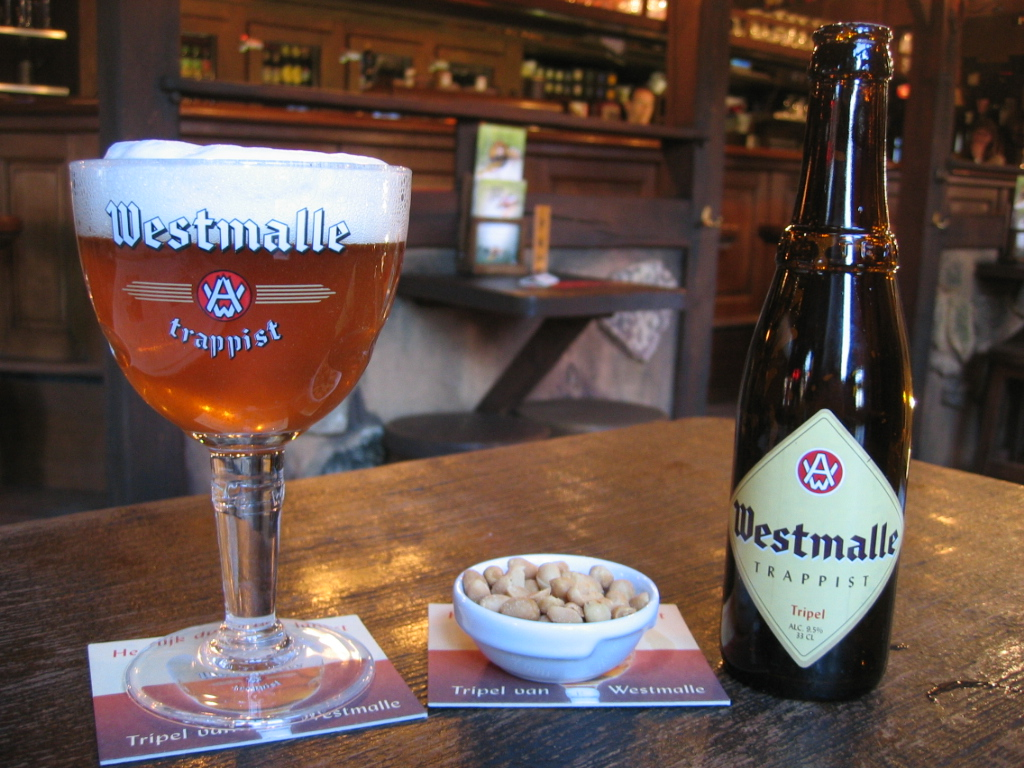
Trappist (tripel)

Westmalle is een dorp in de Belgische provincie Antwerpen en een deelgemeente van de gemeente Malle. Westmalle is de hoofdplaats van de fusiegemeente en huisvest de gemeentelijke diensten. Het dorp ligt in de Antwerpse Kempen. Westmalle was een zelfstandige gemeente tot aan de gemeentelijke herindeling van 1977.

## Geschiedenis
In 1194 wordt Malle voor het eerste genoemd, als Oostmalle een eigen parochie krijgt, een afsplitsing van de parochie waartoe Westmalle en Oostmalle behoorden. Malle behoorde toen toe aan het graafschap Toxandrië. De oudste kern van bewoning van Malle lag op laaggelegen land. Toen er een tweede kern op het hogere deel van Malle ontstond, werd Malle uiteindelijk Westmalle.
In 1233 werd Malle door hertog Hendrik I van Brabant geschonken aan de Abdij van Villers onder voorwaarde dat te Malle een Cisterciënzerabdij zou worden gesticht. Deze kwam echter tot stand in Vremde. In 1505 gaf Filips de Schone de heerlijke rechten voor Westmalle en Zoersel uit aan Hendrik van der Moelen. Van 1530-1595 was Malle in handen van de familie de Coutereau, dan Fariseau, Robijns en, vanaf 1743, de familie Powis de Tenbossche.
Ten zuiden van Westmalle ontstond er ook derde kern. Deze kern was Zoersel en die groeide uit van gehucht naar een dorp. Westmalle en Zoersel werden daarna een dubbeldorp. Daar kwam in 1794 een einde aan, doordat Westmalle en Zoersel zelfstandige gemeenten werden.
Tijdens de grote gemeentelijke herinrichting in het tweede deel van de 20e eeuw ontstond op 1 januari 1977 door de samenvoeging van de gemeenten Oostmalle en Westmalle een nieuwe gemeente. De naam van de fusiegemeente was in eerste twee en half jaren Westmalle, maar op 30 juli 1979 werd deze gewijzigd in Malle.

## Geografie
Westmalle is gelegen langs de N12, halverwege tussen Antwerpen en Turnhout. Westmalle bestaat uit de Sint-Martinusparochie en de in het zuidwesten van het grondgebied gelegen Sint-Paulusparochie. Ten oosten van de dorpskern ligt het grotendeels in Westmalle gelegen industrieterrein De Schaaf-Delften.
Westmalle ligt op een hoogte van 18-29 meter in de zandige Voorkempen. Bossen vindt men vooral ten westen van Westmalle en ten noordoosten van de plaats, bij het kasteel. De Brechtse Heide vindt men ten noordwesten van Westmalle.

## Bezienswaardigheden en bekende instellingen
- Gemeentehuis van Malle: Het gemeentehuis van de gemeente Malle is in deze deelgemeente gelegen. Bovendien was dit voor de fusie ook reeds het gemeentehuis van Westmalle. Het werd gebouwd in 1930 in neotraditionele stijl, naar ontwerp van Frans Sel.
- Ter Dennen, een centrum van het bisdom Antwerpen, dat oorspronkelijk was opgericht voor bijeenkomsten van vrouwelijke religieuzen en thans dient als centrum voor bezinning, ontmoeting en vorming.
- Abdij van Westmalle: in Westmalle bevindt zich een klooster dat in 1836 werd verheven tot de abdij van Onze-Lieve-Vrouw van het Heilig Hart van de orde der Trappisten. De abdij kent een boerderij, een kaasmakerij en een brouwerij waar de bekende Westmalle-bieren worden gebrouwen.
Vlak daarbij verbleef begin 20e eeuw de schrijver André Baillon een tijdje. Zijn wedervaringen in Westmalle vindt men in zijn boek "En sabots", vertaald als "Op klompen".
In de buurt van het klooster ligt het bedevaartsoord Drieboomkensberg. Daarnaast is er ook het jeugdverblijf Heibrand, een van de vier Vlaamse Chirohuizen.
- Kasteel van Westmalle: dit kasteel ontstond in de 12de eeuw door de verbouwing van de Hoeve ten Driesse, het voormalige verblijf van de meiers. Vanaf 1561 werd de hoeve verbouwd tot ridderlijk slot. De dreef naar de kerk van Westmalle werd aangelegd in 1650. Het kasteel had toen het uitzicht van een versterkte burcht met monumentale poort, dubbele omwalling, valbrug en voorplein. In 1878 werd het kasteel verbouwd tot het huidige uitzicht.
In 1914 erfde baron Alfons van der Straten Waillet het kasteel. Door deling onder zijn kinderen is het in 1973 overgegaan naar zijn 4de zoon, baron Jacques van der Straten Waillet. In 1978 werd het kasteel dat zijn uitzicht van 1561 perfect heeft weten te bewaren, geklasseerd. Na het overlijden van baron Jacques van der Straten Waillet in 1984 wordt het kasteel bewoond door zijn weduwe, geboren gravin Christiane de Lannoy.
- Sint-Martinuskerk: de oorspronkelijke kasteelkapel werd in 1490 omgebouwd tot een volwaardige parochiekerk. Ze bleef niet gespaard van natuurgeweld, zo richtten een blikseminslag in 1822 en een hevige storm in 1869 grote schade aan. Op 8 juni 1915 ging de kerk volledig in de vlammen op. Tijdens de wederopbouw in 1926-1927 werd ze uitgebreid met twee zijbeuken. Het huidige kerkorgel dateert uit 1934. De drie klokken in de toren zijn van het jaar 1949. De vorige klokken werden opnieuw gesmolten, vernield of geroofd.
De Sint-Martinuskerk maakt deel uit van het beschermd dorpsgezicht rond het kasteel van Westmalle.
- De Sint-Pauluskerk
- De Engelenkapel
- De Sint-Martinuskapel
- De Scherpenbergmolen is een 19e-eeuwse windmolen langs de Antwerpsesteenweg.

## Demografische ontwikkeling
- Bronnen:NIS, Opm:1806 tot en met 1970=volkstellingen; 1976 = inwoneraantal op 31 december

## Politiek

### Geschiedenis

#### Lijst van burgemeesters
| Tijdspanne | Tijdspanne  | Burgemeester                 |
| ---------- | ----------- | ---------------------------- |
|            | 1799 - 1836 | Petrus Guilielmus Delen      |
|            | 1836 - 1837 | Felix de Norman              |
|            | 1837        | Joannes Vochten (waarnemend) |
|            | 1837 - 1842 | Felix de Norman              |
|            | 1843 - 1855 | Joannes Vochten              |
|            | 1855 - 1877 | Joannes Bovie                |
|            | 1877 - 1879 | Ludovicus Geelhand           |
|            | 1879 - 1882 | Joannes Baptista Van Noyen   |

| Tijdspanne | Tijdspanne  | Burgemeester                                     |
| ---------- | ----------- | ------------------------------------------------ |
|            | 1882 - 1889 | Petrus Joannes Cassimon                          |
|            | 1889 - 1909 | Emile de Turck de Keersbeeck                     |
|            | 1909        | Petrus Cantryn (waarnemend)                      |
|            | 1909 - 1932 | Karel Cuvelier                                   |
|            | 1933 - 1942 | Alphonse van der Straten-Waillet (Kath. Verbond) |
|            | 1943 - 1944 | Frans Foerts (VNV, oorlogsburgemeester)          |
|            | 1944 - 1946 | Alphonse van der Straten-Waillet (CVP)           |
|            | 1947 - 1976 | Michel van der Straten-Waillet (CVP)             |

## Cultuur

### Muziek
- De Koninklijke Fanfare 'De Noorderzonen'
- De Koninklijke Harmonie 'Ste-Cecilia Westmalle vzw'
- Zangkoor 'Sint-Martinus Westmalle'

### Jeugd
- Jeugdhuis Babylon

## Sport
Voetbalclub KV Westmalle is aangesloten bij de KBVB en actief in de provinciale reeksen.

## Bekende inwoners
- Martinus Dom, eerste abt van de abdij van Westmalle
- Francis Severeyns (1968), voetballer
- Seppe Smits (1991), snowboarder
- Anneleen Liégeois (1980), actrice (voormalig inwoonster)
- Jeroen Leenders (1978), comedian

## Nabijgelegen kernen
Oostmalle, Sint-Lenaarts, Rijkevorsel, Vlimmeren, Sint-Antonius, Zoersel